# Rubén Rada
Omar Rubén Rada Silva (Montevideo, 16 de juliol de 1943), més conegut com a Rubén Rada, és un cantant, compositor i percussionista afrouruguaià.

## Biografia
Els seus primers passos en la música van ser als dotze anys com a integrant de la comparsa d'afrouruguaians i "lubolos" "Morenada". El seu primer pseudònim va ser "Zapatito" com a músic de candombé. Als 17 va debutar a la banda Los Hot Blowers, amb el pseudònim de "Richie Silver". En 1965 va passar a formar parte del grup El Kinto que va marcar els seus inicis com a músic professional. Després de Kinto es va integrar al grup Totem editant tres long plays mantenint una curta trajectòria de 1970 a 1973, però esdevenint un de les bandes de música rock uruguaiana mes rellevants d'aquell moment fins a l'actualitat.

## Obra

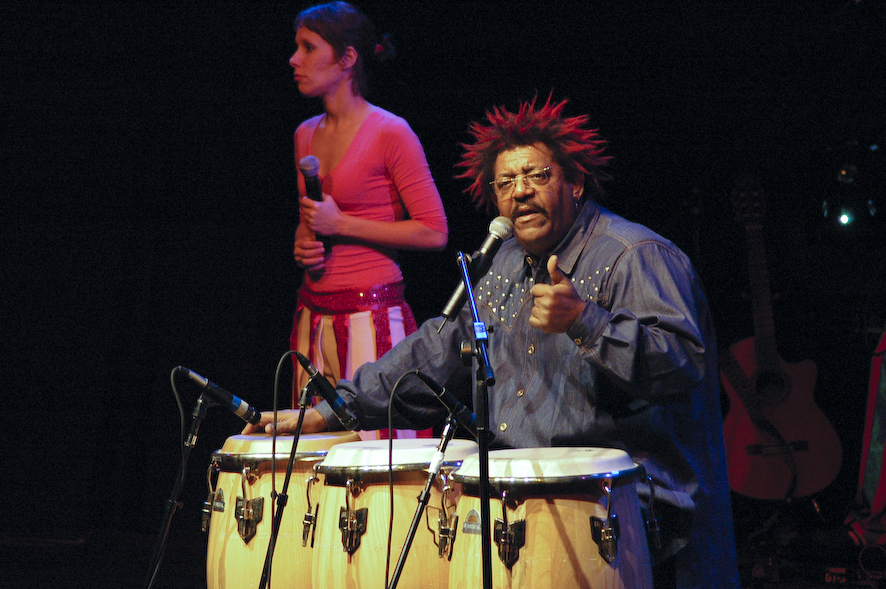
Rubén Rada a Punta del Este, 30 de juliol de 2005.

### Long Plays
- Circa 1968 (amb El Kinto. 1968)
- Las Manzanas (Sondor 33104. 1969)
- Musicación 4 (amb El Kinto. 1970)
- Tótem (amb Totem. 1971)
- Descarga (amb Totem. 1972)
- Rada (1972)
- Camerata Punta del Este (1974)
- S.O.S (1974)
- Radeces (Ayuí / Tacuabé a/e4. 1975)
- Magic time (amb Opa. 1977)
- La Banda (1980)
- La Rada (1981)
- En familia (1982)
- La cosa se pone negra (1983)
- Adar Nebur (Orfeo SCO 90746. 1984)
- La Yapla Mata (Orfeo SCO 90800. 1985)
- Siete vidas (1987)
- Botija de mi país (al costat d'Eduardo Mateo. Sondor 44439. 1987)
- Opa en vivo (amb Opa. 1988)
- Pa´l los Uruguayos (1989)
- Las aventuras de Nebbia/Rada (amb Litto Nebbia. 1990)
- Las aventuras de R. Rada y H. Fattoruso (amb Hugo Fattoruso. 1991)
- Terapia de murga (1991)
- Físico de rock (1991)
- Concierto por la vida (1992)
- Rada factory (1994)
- Botijas Band con Rubén Rada (1996)
- Montevideo (1996)
- Miscelánea negra (Ayuí / Tacuabé ae166cd. 1997)
- Rada en colores (1998)
- Black (1998)
- Tengo un candombe para Gardel (comp.) (1999)
- Rada para niños (1999)
- Montevideo dos (1999)
- Quién va a cantar (2000)
- Sueños de niño (2001)
- Lo mejor de Rada para niños (2002)
- Alegre caballero (2002)
- Rubenrá (2003)
- Candombe Jazz Tour (2004)
- Rada para niños en vivo (2005)
- Rakatá (2006)
- Richie Silver (2006)
- Varsovia (amb Javier Malosetti. 2007)
- Bailongo (2008)

### Simples
- Aquel payaso / Las manzanas (CBS 6004)
- Ella no me aceptó pero la orquesta me contrató / No te cases nena (Sondor 50113, 1970)
- Todos hablan por la mañana / Qué me importa (Sondor 50122, 1970)
- El regalito / El mundo está loco loco (al costat de Roberto Barry. Sello Errebe 511. 1987)

### Recopilacions
- Lo mejor de Rada (Sondor 84542. 1988)
- Lo mejor de Rada vol. I (1993)
- Lo mejor de Rada vol. II (1997)
- Radeces (Ayuí / Tacuabé ae4cd)
- Radeces (Ayuí / Tacuabé pd 2017. 1999)

### Vídeos
- Mi País
- Cha cha muchacha
- Lovely Jhon
- Loco de amor
- Alegre caballero
- Muriendo de Plena
- Ay Amor
- Yo quiero